# Le Livre d'or de la science-fiction : Harry Harrison
Le Livre d'or de la science-fiction : Harry Harrison est une anthologie de onze nouvelles de science-fiction, toutes écrites par Harry Harrison et publiées entre 1957 et 1972, rassemblées par George W. Barlow.
L'anthologie  (ISBN 2-266-01555-9) fait partie de la série Le Livre d'or de la science-fiction, consacrée à de nombreux écrivains célèbres ayant écrit des œuvres de science-fiction.
Elle ne correspond pas à un recueil qui serait déjà paru aux États-Unis ; il s'agit d'un recueil inédit de nouvelles, édité pour le public francophone, et notamment les lecteurs français.
L'anthologie a été publiée en juin 1985 aux éditions Presses Pocket dans la collection Science-fiction no 5205. L'image de couverture a été réalisée par Marcel Laverdet.

## Préface
- « Harry Harrison, histrion ou humaniste ? » : préface de George W. Barlow (pages 7 à 44).

## Liste et résumés des nouvelles

### Capitaine Schizo
- Titre original : Captain Bedlam.
- Publication : 1957.
- Situation dans l'anthologie : pages 45 à 48.
- Résumé :
- Liens externes :

### Ta croix dans le désert des cieux
- Titre original : Streets of Ashkelon.
- Publication : 1963.
- Situation dans l'anthologie : pages 59 à 78.
- Résumé :
- Liens externes :

### Sauvetage
- Titre original : Rescue operation.
- Publication : 1964.
- Situation dans l'anthologie : pages 79 à 97.
- Résumé :
- Liens externes :

### Mozart assassiné
- Titre original : Mute Milton.
- Publication : 1965.
- Situation dans l'anthologie : pages 98 à 108.
- Résumé :
- Liens externes :

### C'est un crime!
- Titre original : A Criminal Act.
- Publication : 1967.
- Situation dans l'anthologie : pages 109 à 125.
- Résumé :
- Liens externes :

### Des raisons au meurtre d'un homme
- Titre original : From Fanaticism, of for Reward.
- Publication : 1968.
- Situation dans l'anthologie : pages 126 à 140.
- Résumé :
- Liens externes :

### Défenseurs de la vie
- Titre original : The Life Preservers.
- Publication : 1970.
- Situation dans l'anthologie : pages 141 à 179.
- Résumé :
- Liens externes :

### Lourde Tâche
- Titre original : Heavy Duty.
- Publication : 1970.
- Situation dans l'anthologie : pages 180 à 201.
- Résumé :
- Liens externes :

### Brigade des morts
- Titre original : The Ghoul squad.
- Publication : 1969.
- Situation dans l'anthologie : pages 202 à 216.
- Résumé :
- Liens externes :

### Le Meilleur des mondes… pour qui?
- Titre original : Brave Newer World.
- Publication : 1970.
- Situation dans l'anthologie : pages 217 à 289.
- Résumé :
- Liens externes :

### Une journée bien gagnée
- Titre original : An Honest Day's Work.
- Publication : 1973.
- Situation dans l'anthologie : pages 260 à 271.
- Résumé :
- Liens externes :